# 存取控制串列
访问控制表（英語：Access Control List，ACL），又稱訪問控制表，是使用以存取控制矩陣為基礎的存取控制表，每一個（文件系统内的）物件對應一個串列主體。存取控制串列由存取控制條目（access control entries，ACE）組成。存取控制串列描述用户或系统进程对每个物件的存取控制权限。
存取控制串列的主要缺點是不可以有效迅速地枚舉一個物件的存取權限。因此，要確定一個物件的所有存取權限需要搜索整個存取控制串列來找出相對應的存取權限。